# Brassaiopsis liana
Brassaiopsis liana är en araliaväxtart som beskrevs av Yun Fei Deng. Brassaiopsis liana ingår i släktet Brassaiopsis och familjen Araliaceae. Inga underarter finns listade.